# L'amore che ho
L'amore che ho è un film del 2025 diretto da Paolo Licata.

## Trama
Il film è la storia di Rosa Balistreri, leggenda della canzone popolare siciliana, percorrendo la sua vita fatta di drammi,  gioie e successi.

## Distribuzione
Presentato in anteprima al Torino Film Festival nella sezione "Zibaldone" del 2024, il film è stato distribuito nelle sale cinematografiche italiane l'8 maggio 2025.